# Omer Verschoore
Omer Verschoore (Moorslede, Flandes Occidental, 2 de desembre de 1888 - París, França 6 de juny de 1932) va ser un ciclista belga que fou professional entre 1911 i 1914. En el seu palmarès destaca la Lieja-Bastogne-Lieja de 1912 i el Campionat de Bèlgica en ruta del mateix any.

## Palmarès
- 1911
  - Vencedor d'una etapa de la Volta a Bèlgica
- 1912
  -  Campió de Bèlgica en ruta
  - 1r de la Lieja-Bastogne-Lieja
  - 1r de l'Etoile Caroloregienne
  - Vencedor d'una etapa de la Volta a Bèlgica

### Resultats al Tour de França
- 1914. Abandona (10a etapa)